# One & Only
One & Only – specjalny single album południowokoreańskiej grupy Astro, wydany cyfrowo 23 lutego 2020 roku przez wytwórnię Fantagio Music. Jego wersja fizyczna ukazała się 13 marca. Sprzedał się w nakładzie 30 000 egzemplarzy w Korei Południowej (stan na marzec 2020 r.).

## Lista utworów
| CD | CD                   | CD                  | CD                                                                             | CD            | CD      |
| Nr | Tytuł utworu         | Tekst               | Kompozycja                                                                     | Aranżacja     | Długość |
| -- | -------------------- | ------------------- | ------------------------------------------------------------------------------ | ------------- | ------- |
| 1. | „One & Only”         | Astro, Obros, zomay | Obros, zomay, BigGun, Erskineville, Rocky (Astro), Jin Jin (Astro), MJ (Astro) | Obros, BigGun | 4:11    |
| 2. | „One & Only” (Inst.) |                     | Obros, zomay, BigGun, Erskineville, Rocky (Astro), Jin Jin (Astro), MJ (Astro) | Obros, BigGun | 4:11    |

## Notowania
| Lista                    | Pozycja |
| ------------------------ | ------- |
| Gaon Weekly Album Chart  | 4       |
| Gaon Monthly Album Chart | 9       |
| Five Music (Tajwan)      | 3       |